# Leopolda Pölzelbauerová
Leopolda Pölzelbauerová, též Leopoldina Poelzelbauerová (2. dubna 1861 Kochánky – 22. dubna 1942 Sojovice) byla česká pedagožka, spisovatelka a překladatelka (pseudonym Stanislava Jizerská).

## Život
Narodila se v rodině c. k. lesního Jána Poelzelbauera a jeho manželky Josefy, rozené Gelberové. Její další sourozenci byli František (*1849), Jaroslav (*1850), Vilém (1851), Kateřina (*1863, zemřela krátce po porodu),, Aloisius Poelzelbauer (1867–1868), Anna Pölzelbauerová (*1871, ředitelka měšťanské školy, psala do časopisů a konala lidovýchovné přednášky). Sestry Kateřina (*1864), Marie (*1867) zemřely krátce po porodu.
Leopolda Pölzelbauerová byla odborná učitelka měšťanské školy. V letech 1888–1903 pracovala jako učitelka měšťanské školy v Praze–Bubnech. Později přebývala v Sojovicích. V Sojovicích se též stala v roce 1920 členkou výboru nově založené pobočky Sokola.

## Dílo

### Vlastní dílo
Přispívala básněmi i prózou do časopisů pedagogických, beletristických i do časopisů pro mládež (Květy, Osvěta, Ženský svět). Do Ottova slovníku naučného napsala heslo Dětská literatura italská. Překládala z italštiny a francouzštiny. Psala do Domažlických a Klatovských listů i do Politiky. Byla předsedkyní Jednoty českých učitelek.
Spolupracovala s českými feministkami, na I. sjezdu českoslovanských žen 15.–16. května 1897 přednesla referát o požadavcích učitelek, mezi jiným na získání občanské a platové rovnosti s muži.
| „                                                                  | Přejeme si jako naši pp. kolegové, aby zvýšena byla úroveň vzdělanosti našeho stavu, jak toho duch času a pokrok všeobecný vyžaduje...V ohledu politickém: aspoň aktivní právo volební do zastupitelstev obecních, do sněmu a říšské rady. Ve škole: aby na dívčí škole dosazovány byly jen učitelky. Učitelé chtějí volnou konkurenci. Dle zkušenosti jest tato jen na papíře, ve skutečnosti je výsadou pro učitele pro všecka místa, o něž stojí. Proto není jistější obrany, než vydání příslušného zákona... | “ |
| — Leopolda Pölzelbauerová na I. sjezdu českoslovanských žen (1897) | |   |

### Překlady
- Madlenka – Jules Sandeau; z francouzštiny. Praha: Alois Hynek, 1886
- Malé příčiny – napsala markýza Colombiová; z italštiny. Praha: E. Beaufort, 1901 [Přítel domoviny, 1901]
- Radosti druhých – Colombiová; z italštiny[1]
- Poctivé duše: román rodinný – napsala Grazia Deledda; z italštiny. Praha: Cyrillo-Methodějská knihtiskárna V. Kotrba, 1903